# Huang Haiyang
Huang Haiyang, född den 1 november 1985 i Xuzhou, Kina, är en kinesisk fäktare som tog OS-silver i damernas lagtävling i sabel i samband med de olympiska fäktningstävlingarna 2008 i Peking.